# 罗斯·雷巴利亚蒂
罗斯·雷巴利亚蒂（英語：Ross Rebagliati，1971年7月14日—），加拿大男子单板滑雪运动员。他曾代表加拿大参加1998年冬季奥林匹克运动会单板滑雪比赛，获得男子大回转金牌。